# Viajera (película)
Viajera es una película musical mexicana de 1952 escrita y dirigida por Alfonso Patiño Gómez, y protagonizada por Rosa Carmina y Fernando Fernández. Esta cinta está basada en el célebre bolero homónimo de Francisco de Val.

## Argumento
Blanca Lilia Nuñez (Rosa Carmina) es una exitosa cantante, bailarina y estrella del cabaret conocida como Katia. Por desgracia, la mujer es explotada y manipulada por un gánster apodado El Danzón (Miguel Manzano), quién finge ser su representante y la hace cómplice en todos sus crímenes. Debido a esto, Blanca Lilia no puede sentar raíces en ningún lugar y vaga por distintas partes del mundo amparándose en su carrera como vedette.
Por otra parte, Alfonso (Fernando Fernández), es un rígido profesor de música clásica, que reprende a sus alumnos por asistir a los espectáculos de Katia. Alfonso y Blanca Lilia coinciden cuando ambos se encuentran en Cuba. Alfonso siente inmediatamente una fuerte atracción hacia la mujer. Ambos viven un tórrido romance en La Habana, mismo que se interrumpe debido a las intrigas de El Danzón. Blanca Lilia parte una vez más sin decir nada a Alfonso, quién termina regresando a México. En su país, Alfonso intenta rehacer su vida y se casa con Ana (Georgina Barragán). Por desgracia, Ana no es capaz de poder darle un hijo a Alfonso. Pero Alfonso no olvida a Blanca Lilia, a quién termina componiéndole una canción llamada Viajera.
Doce años después, Blanca Lilia regresa a México con su espectáculo. Alfonso se reencuentra con ella, sin embargo, Blanca Lilia termina envuelta en el robo de una costosa argolla llevado a cabo por El Danzón. En una confusión, Blanca Lilia coloca la argolla en el saco de Alfonso, y esta misma joya termina cayendo accidentalmente en las manos de su esposa Ana, quién lo confunde con un regalo de aniversario. Sin embargo, tanto la policía como El Danzón siguen la pista de la joya y El Danzón termina atacando a Alfonso. Durante una pelea en el centro nocturno, El Danzón trata de matar a Alfonso, y termina siendo baleado y asesinado por Blanca Lilia. Durante las averiguaciones por el crimen tanto la policía como Ana terminan descubriendo la verdad. Tras un largo juicio, Blanca Lilia queda en libertad. Sin embargo, la mujer no revela que ha quedado embarazada de Alfonso. Cuando Blanca Lilia da a luz a una niña, decide visitar a Ana y entregársela, cometiendo tal sacrificio sabiendo que ella nunca podrá ser una verdadera madre para ella, pues la sombra del crimen la acompañará por siempre. Alfonso y Ana se reconcilian y juntos deciden criar a la niña, que será bautizada como su madre. El destino final de Blanca Lilia es incierto.

## Reparto
- Rosa Carmina ... Blanca Lilia Nuñez "Katia"
- Fernando Fernández... Alfonso
- Miguel Manzano ... El Danzón
- Georgina Barragán ... Ana

## Comentarios
La historia es una adaptación vagamente basada en El ángel azul: se desenvuelve alrededor de la relación de una bailarina de cabaret y un serio profesor de música clásica que está casado, la lenta caída en el mundo pútrido de cabarets, cinturitas y obscuridad del mundo que la rodea a causa de la obsesión amorosa que siente por ella, terminando en un robo con asesinato.
A diferencia de la película alemana, ésta se convierte en un musical y es un melodrama quizá mejor realizado, con elementos tan normales en el cine mexicano de los cincuenta, como la abnegación de la esposa y el triunfo de las buenas costumbres, todo ello envuelto en varios números musicales.
Al respecto de la cinta, la rumbera cubano-mexicana Rosa Carmina relató: «Salvador Elizondo (productor), me quería mucho y me dijo: Rosita fijese que anoche estuve soñando con usted. Usted es la Viajera. Tiene los bailables más soñados, bonitos y caros del Cine Mexicano. Tranquilamente. Salvador Elizondo echó la casa por la ventana. La dirigió Alfonso Patiño; me contó que él había hecho el argumento muy parecido a su vida».